# Фабијан Карини
Ектор Фабијан Карини Ернандез (шп. Héctor Fabián Carini Hernández; 26. децембар 1979) бивши је уругвајски фудбалер који је играо на позицији голмана.

## Успеси

### Клупски
Интер
- Куп Италије: 2004/05.

### Репрезентативни
Уругвај
- Копа Америка: финалиста 1999.

## Статистика каријере

### Репрезентативна
Ажурирано 11. фебруара 2009.
| Уругвај | Уругвај  | Уругвај |
| Година  | Утакмице | Голови  |
| ------- | -------- | ------- |
| 1999    | 10       | 0       |
| 2000    | 10       | 0       |
| 2001    | 10       | 0       |
| 2002    | 8        | 0       |
| 2003    | 1        | 0       |
| 2005    | 6        | 0       |
| 2006    | 10       | 0       |
| 2007    | 13       | 0       |
| 2008    | 5        | 0       |
| 2009    | 1        | 0       |
| Укупно  | 74       | 0       |